# Forcipomyia armativentris
Forcipomyia armativentris är en tvåvingeart som beskrevs av Clastrier 1960. Forcipomyia armativentris ingår i släktet Forcipomyia och familjen svidknott.
Artens utbredningsområde är Kongo. Inga underarter finns listade i Catalogue of Life.